# Attentat de la préfecture de police de Paris
L'attentat de la préfecture de police de Paris est une attaque au couteau survenue le 3 octobre 2019 dans l'enceinte de la préfecture de police de Paris. Outre le tueur, elle fait quatre morts (trois policiers et un agent administratif) et deux blessés parmi les employés de l'administration. 
En février 2020, les enquêteurs confirment la piste terroriste et parlent d'« un profil hybride » évoluant aux confins du terrorisme islamique et de la psychiatrie.

## Contexte
Depuis mars 2012, la France subit une vague d’attentats liés à l'islamisme. Les victimes décédées à la suite de l’attentat de la préfecture de police portent à 263 le nombre de morts dus au terrorisme islamiste depuis 2012.

## Déroulement
L’attaque se déroule pendant sept minutes le 3 octobre 2019, à l'intérieur des locaux de la préfecture de police de Paris, ensemble de bâtiments situé sur l'île de la Cité, dans le centre historique de la capitale et qui regroupe les principales directions de la police parisienne, à l'exception de la police judiciaire, située dans le palais de justice de Paris.
En début de matinée, le tueur arrive dans son bureau de la préfecture de police de Paris. Entre 11 h 21 et 11 h 50, il échange avec son épouse 33 SMS à « connotation exclusivement religieuse »,,. L’adjoint administratif quitte son bureau à 12 h 18 et achète deux couteaux — un couteau de cuisine métallique avec une lame de 20 cm et un couteau à huîtres — à 12 h 24. Dans un SMS envoyé à sa femme peu avant les meurtres, il évoque cet achat, ce à quoi celle-ci répond : « Seul Dieu te jugera. Allahu akbar »,. Ensuite, alors qu'il revient à la préfecture, il effectue un détour pour dissimuler les armes sur lui, un trajet pendant lequel il ne « trahit aucune fébrilité » selon l’enquête ultérieure.

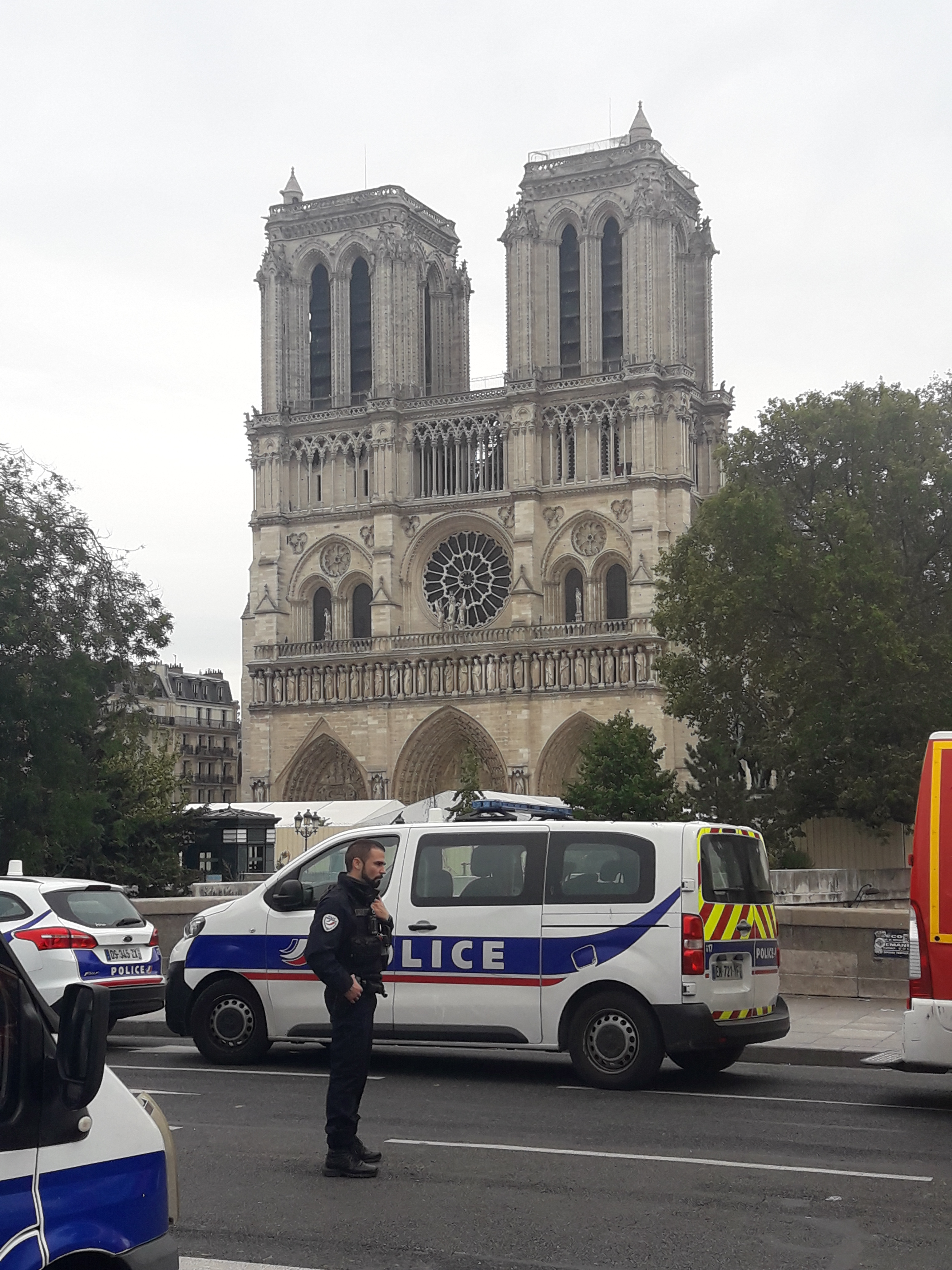
L'île de la Cité est rapidement fermée par les policiers après l'attaque.

À partir de 12 h 53, l’assaillant tue trois collègues dans deux bureaux, au premier étage du bâtiment. Puis, descendant vers la cour de la préfecture, il donne des coups de couteau à une femme qu'il croise dans les escaliers. Celle-ci meurt par la suite de ses blessures,.
Parvenu au rez-de-chaussée, il blesse à la gorge l'adjointe administrative qui attend l'ascenseur. Il sort ensuite dans la cour de la préfecture. À 13 h, le tueur est abattu après sommations, de plusieurs balles de HK G36, dont au moins une dans la tête, par un policier stagiaire de 24 ans de la Direction de l'ordre public et de la circulation (DOPC), en poste depuis six jours. Le policier a fait feu alors que Mickaël Harpon courait vers lui en pointant son couteau,,,.
Le tueur a égorgé sa première victime, un membre de la DRPP ayant décliné une invitation à déjeuner avec des collègues, et qui se trouvait donc à son bureau. Les autres victimes ont reçu des coups au niveau du thorax,. Selon l'AFP, lorsque Mickaël Harpon envoie des messages à sa femme le matin avant la tuerie, il « évoque la religion, de façon assez confuse, telle que "Dieu me garde" »,, et il n'est « pas explicite sur ses intentions. Son épouse aurait même pensé qu'il voulait se suicider ».

## Victimes
Outre l'assassin, quatre personnes sont tuées : Damien Ernest, major responsable d’une unité au sein de la DRPP avec 28 ans de service, Anthony Lancelot, gardien de la paix avec 11 ans de service, Brice Le Mescam, adjoint administratif principal à la direction du renseignement avec 6 ans de service, et Aurélia Trifiro, gardienne de la paix à la direction de la sécurité de proximité de l'agglomération parisienne avec 17 ans d’ancienneté. Ils sont tous quatre faits chevaliers de la Légion d’honneur à titre posthume au cours d’un hommage national présidé par Emmanuel Macron le 8 octobre. La femme grièvement blessée travaille à la direction des ressources humaines. Un autre fonctionnaire est moins sérieusement blessé, mais également hospitalisé. La 262ème promotion de gardien de la paix de la Police Nationale est baptisé en leurs noms[réf. souhaitée].

## Auteur
L'assaillant abattu, Mickaël Harpon, est né à Fort-de-France (Martinique) le 18 septembre 1974,.
Adjoint administratif (fonctionnaire de catégorie C) à la préfecture de police depuis 2003, il était notamment chargé de la maintenance informatique auprès du millier de fonctionnaires de la DR PP,. Ayant accès aux fichiers de police, messageries professionnelles et codes d’accès individuels, il était habilité « secret défense », la plus haute habilitation au sein de la police,. Selon Le Canard enchaîné, Mickaël Harpon pouvait ainsi avoir accès à la liste des policiers infiltrés dans les mosquées.
Jean-François Ricard, procureur de la République antiterroriste, indique que l’assaillant s’était converti à l’islam il y a une dizaine d’années : en contact avec la mouvance salafiste, il fréquentait la mosquée de la Fauconnière, à Gonesse (Val-d'Oise),,, dont l'imam était fiché S pour son « fondamentalisme religieux ». Interviewé, l'imam se défend de tout radicalisme religieux et affirme n'avoir jamais été convoqué par la police, ni par les renseignements généraux. Au sujet de Mickaël Harpon, il déclare : « il était très discret, je ne connais pas son nom, ni où il travaille, ni où il habite, je n'ai jamais parlé avec lui, mais des fois il me serre la main ».
En janvier 2015, un collègue de Mickaël Harpon a une querelle avec lui au sujet de l’attentat contre Charlie Hebdo, après que Harpon s'est réjoui à la suite de l'attentat en s'exclamant : « C'est bien fait ! »,. En juillet 2015, ce collègue et un autre membre de la section en informent le major de la sous-direction de la sécurité intérieure (SDSI) chargé des signalements de radicalisation. Ils indiquent également que Mickaël Harpon est marié à une musulmane, qu'il s'est converti à la religion de son épouse et n'embrasse plus, ni ne serre désormais la main des femmes. Selon le ministre Christophe Castaner, le major propose de formaliser le signalement, mais les deux policiers auraient refusé en arguant : « ça va, on va gérer ». Le major ne notifie rien par écrit, et les éléments ne remontent pas dans la hiérarchie,.
Selon la Direction du Renseignement de la préfecture de police de Paris, Mickaël Harpon ne pose pas « de difficultés professionnelles particulières comme l'atteste son dossier administratif ». Il est bien noté et bien intégré, participant par exemple aux fêtes du service et prenant le café avec ses collègues. La préfecture de police estime simplement qu'il a « quelques frustrations face à son handicap » de surdité « et au sentiment de ne pas progresser dans sa carrière ». Selon Le Figaro, « loin de ce tableau », un de ses collègues le décrit comme un homme « introverti, fragile, souffrant d’un complexe d’infériorité ». Et une autre source évoque le concernant une « souffrance au travail ». Son épouse signale également un « malaise professionnel ».

## Enquête
Dans la soirée du 4 octobre 2019, après plus d'une journée de flottements alors que plusieurs éléments allant dans le sens d'une radicalisation étaient rapidement connus, les investigations sont confiées par le parquet national antiterroriste (PNAT) à la brigade criminelle de la direction régionale de la police judiciaire (DR PJ), la sous-direction anti-terroriste de la direction centrale de la police judiciaire (DCPJ) et la direction générale de la Sécurité intérieure (DGSI) en co-saisine.
Une enquête est ouverte pour « assassinat et tentative d’assassinat sur personne dépositaire de l’autorité publique en relation avec une entreprise terroriste » et pour « association de malfaiteurs terroriste criminelle ». Le procureur de la République antiterroriste affirme le 5 octobre que les autopsies « attestent d'une scène d'une extrême violence » et que « le comportement de l’individu n’a trahi aucune fébrilité »,. Les enquêteurs n’excluent pas l’hypothèse que l'assaillant ait pu bénéficier de complicités ou avoir établi un contact avec une organisation terroriste.
L'épouse du tueur, Ilham Eddibes, de nationalité marocaine, est placée en garde à vue le 3 octobre 2019, jour des meurtres. Cette garde à vue est l'objet d'une prolongation,, qui doit durer jusqu'au 7 octobre, mais certaines découvertes entraînent la remise en liberté d'Ilham Eddibes le 6 octobre, sans poursuite. Notamment, l'épouse du tueur a envoyé le matin avant l'attaque un message à une collègue de son mari, lui demandant : « Il est bizarre, comment tu le trouves ? »,. Elle affirme que son mari a « entendu des voix » la nuit précédant l'attaque et qu'il « était incohérent », en pleurs, comme « possédé » durant sa crise « mystique » nocturne, pendant laquelle il affirme que Allah lui a envoyé un signe, avant de s'écrouler au sol,,,. Un voisin du domicile du tueur indique aux enquêteurs que celui-ci a crié « Allahu akbar » à plusieurs reprises la nuit précédant les meurtres. Le lendemain matin, Ilham Eddibes affirme avoir retrouvé son mari dans la même position au sol, prostré, dans le salon, et qu'elle s'est inquiétée de le voir tout de même se rendre au travail. Elle lui envoie ainsi plusieurs SMS dans la matinée en lui demandant : « Comment vas-tu ? ». Elle affirme aux enquêteurs que son mari n'était pas un « islamiste », qu'il n'était pas « dans une logique de conversion », qu'il était juste un musulman pratiquant qui va à la mosquée. Et elle déclare : « Pas un seul instant, je n’ai pensé qu’il pouvait s’en prendre à quelqu’un d’autre que lui-même ».
Auditionnés, plusieurs fonctionnaires affectés à la DR PP évoquent de nombreux signes de radicalisation du meurtrier et affirment avoir reçu des pressions pendant les premières heures de l'enquête après les meurtres, afin qu’ils se taisent. Des témoignages indiquent que le tueur avait récemment changé d’attitude envers les femmes, qu'il refusait de saluer et portait des vêtements traditionnels à la mosquée,.
Lors de la perquisition du bureau de Mickaël Harpon à la préfecture, les enquêteurs découvrent une clé USB comportant des milliers de documents, dont des vidéos de décapitations de l’État islamique ainsi que les coordonnées et des données personnelles de plusieurs dizaines de collègues du tueur. En première analyse, les experts informatiques indiquent que la clé n'a pas été connectée à d'autres ordinateurs que ceux de son service à la préfecture. Selon Europe 1, les vidéos de décapitations n'auraient dans ce cas pas été téléchargées depuis Internet mais à partir d'ordinateurs de la police. D'après une source proche du dossier, les experts qui travaillent à la DR PP peuvent collecter des photos et vidéos de propagande de l’État islamique et Mickaël Harpon a pu être amené à faire des copies du contenu de leurs ordinateurs dans le cadre de son travail de maintenance.
Le 16 octobre, les cinq personnes placées en garde à vue le 14, des proches de Mickaël Harpon dont l'imam de sa mosquée, sont remises en liberté sans poursuites judiciaires,,.
Dans un article du 10 octobre 2019, France info relate que « plusieurs sources proches du dossier » lui ont fait part de leurs interrogations « sur la radicalisation de Mickaël Harpon », estimant que « si son geste ressemble trait pour trait à un acte terroriste, les motivations semblent plus complexes, peut-être fondées sur un processus de frustration professionnelle qui a trouvé son expression dans un passage à l’acte terroriste, aux confins du suicide ». Le 30 octobre, France inter affirme que les éléments rassemblés par les enquêteurs les poussent à conclure dans ce sens, ajoutant que cette frustration a pu être aggravée par son handicap de surdité. Ils interprètent le passage à l'acte de Mickaël Harpon comme résultant d'abord d'un « délire mystique et suicidaire ». À ce stade de l'enquête, les services de renseignements n'ont trouvé aucun lien avec une quelconque organisation terroriste islamiste. Sa radicalisation religieuse et ses relations avec une mouvance salafiste « ne seraient pas le moteur principal dans la décision » de tuer, et, selon les informations de France Inter, « aucun indice n'indique non plus que Mickaël Harpon aurait transmis des documents compromettant la sécurité de ses collègues ».
Cependant, un article du journal Le Parisien, daté du 26 février 2020, donne du crédit au motif terroriste de l'attaque survenue à la préfecture de police de Paris, après des expertises informatiques qui ont été réalisées sur les ordinateurs et smartphones de Mickaël Harpon. Une heure avant l'attaque, il effectuait des recherches sur les termes « Tuer des mécréants » ou « kouffars », qui signifie mécréants. Il se renseignait également sur des billets d'avion pour se rendre à La Mecque et des sujets moins liés à l'islamisme comme l’infidélité au sein du couple. Selon Le Parisien, des sources proches de l'affaire le décrivent comme « un profil hybride » évoluant aux confins du terrorisme et de la psychiatrie,,.

## Suites et conséquences politiques
L’opposition appelle à la démission du ministre de l’Intérieur, Christophe Castaner. En effet, ce dernier a indiqué juste après l'attentat que l’assaillant n'avait « jamais présenté de difficulté comportementale », ni « le moindre signe d'alerte », alors que l'enquête qui a suivi lui a donné tort,. Il doit être auditionné par la délégation parlementaire au renseignement. Le Parisien du 4 octobre se demande si « les autorités ont cherché à minimiser la réalité ou, à tout le moins, à retarder l’échéance de l’annonce d’un acte terroriste commis de l’intérieur ». Les hypothèses d’un calcul politique ou d’une volonté d’étouffer l’affaire sont évoquées. Christophe Castaner s'en défendra le 8 octobre devant la commission des Lois de l'Assemblée nationale, affirmant que ses premières déclarations reflétaient la « vérité connue », c'est-à-dire les éléments du dossier administratif de Mickaël Harpon, et que, « ultérieurement », l'enquête judiciaire a fait apparaître « des faits nouveaux »,,. Le Parquet national antiterroriste requiert  fin août 2024 un non-lieu dans l'affaire ;  les investigations n'ont pas mis au jour de complicité  et personne n'a été mis en examen.
En parallèle, le débat sur la détection d’islamistes ou de partisans du djihad au sein même des autorités chargées de combattre l’islam radical est relancé alors qu’aucune mesure n’avait été prise malgré des alertes sur une possible radicalisation de Mickaël Harpon,. Les forces de l'ordre et le renseignement s’inquiètent que Mickaël Harpon, informaticien, ait pu avoir accès par exemple à la liste de leurs policiers infiltrés dans les mosquées salafistes. Un cadre du renseignement relève aussi le fait qu'un informaticien de la DRPP ayant fréquenté une mosquée salafiste n'a pas été signalé à ses chefs. Un ancien de la DGSI déclare : « pour un service de renseignement, avoir un agent double en son sein, c’est le pire qui puisse arriver. Chez nous, tous nos fonctionnaires font l’objet en permanence de surveillance. Leurs bureaux peuvent être fouillés, leurs ordinateurs épluchés, ils peuvent même être mis sur écoute, voire suivis »,.
Le 6 octobre, Christophe Castaner reconnait des « failles » dans le suivi de l’assassin, mais exclut de démissionner. Il affirme que le dossier administratif de Mickaël Harpon ne contient aucun élément sur sa radicalisation. Il déplore qu'aucun signalement ne soit remonté en 2015 lorsque Mickaël Harpon s'est réjoui de l’attentat contre Charlie Hebdo et déclare : « le dysfonctionnement se fait à ce moment-là ». La presse signale que le type de propos tenu par Mickaël Harpon en 2015 a valu à de nombreuses personnes d'être poursuivies à cette époque pour apologie du terrorisme,,. Le 8 octobre, Christophe Castaner acte une « défaillance grave » dans le processus de signalement dont Mickaël Harpon aurait dû faire l'objet et assure avoir « donné l'instruction que chaque alerte fasse l'objet d'un signalement »,.
Christophe Castaner fait aussi un point sur la détection déjà existante des radicalisés au sein de la police. Selon lui, 40 policiers seraient radicalisés. La moitié a quitté la police et les autres, qui ne présentent que des signaux faibles de radicalisation, sont suivis par une cellule spécifique. Il affirme par ailleurs que depuis quelques mois « un nombre important d'habilitations secret défense » ont été retirées à des agents,.
Le 9 octobre 2019, le ministère de l’Intérieur interdit un rassemblement de soutien à Mickaël Harpon organisé par Hadama Traoré, « candidat des banlieues » aux élections européennes de mai 2019, et prévu le 10 octobre devant l'hôtel de ville de Gonesse,. La veille, la sénatrice Jacqueline Eustache-Brinio avait demandé l’interdiction de cette manifestation, ce qui lui avait été refusé par la préfecture. À l'heure prévue de la manifestation, une centaine de policiers et des journalistes sont situés à proximité de la mairie, mais ils sont seuls : l'appel de Hadama Traoré n'a pas été suivi. Placé en garde à vue pour « apologie du terrorisme », Hadama Traoré est libéré le lendemain. L'enquête préliminaire ouverte a également comme motifs : « menaces et actes d'intimidation sur une personne exerçant une fonction publique ou d'utilité collective », « menaces de crime contre les personnes » et « outrage ». Hadama Traoré déclare au Figaro au sujet de Mickaël Harpon : « Il était discriminé parce qu'il était sourd. Ce contexte explique pourquoi il a craqué. Tous les faits que (les médias) donnent pour justifier son côté extrémiste auraient pu concerner les dix millions de Français de confession musulmane ».
Le 8 octobre 2019, le président de la République rend hommage aux policiers tués dans une allocution télévisée. Il déclare que « les institutions seules ne suffiront pas » et que « l’administration seule et tous les services de l’État ne sauraient venir à bout de l’hydre islamiste » pour en appeler à une « société de vigilance » : « C’est la nation tout entière qui doit s’unir, se mobiliser, agir » pour « savoir repérer à l’école, au travail, dans les lieux de culte, près de chez soi les relâchements, les déviations ». Cette intention inquiète notamment la juriste Mireille Delmas-Marty qui craint une nouvelle étape vers une « société de surveillance » dans le mouvement amorcé après les attentats du 11 septembre 2001.
Le 10 octobre, Daech mentionne l'attentat dans sa lettre hebdomadaire de propagande, mais sans le revendiquer.
La mairie de Gonesse évoque le 11 octobre une éventuelle rupture de contrat avec l'imam de la mosquée fréquentée par Mickaël Harpon, « pour ne prendre aucun risque sur la nature des discours qui pourraient être tenus dans la salle de prière et pour apaiser le climat délétère qui règne à l’encontre de la communauté musulmane de Gonesse ». Peu après, l'Association musulmane de Gonesse annonce une rupture conventionnelle de contrat réalisée en accord avec l'intéressé. Cependant, l'ancien président de l'Association musulmane, présent au moment de l'embauche de l'imam, affirme qu'« à aucun moment des prêches radicaux ou extrémistes n'ont été constatés ». Selon l'enquête du JDD, la mairie de Gonesse estime également que « cet imam n’a jamais tenu de discours violent ». Le maire déclare au Parisien: « ni les dirigeants de l'association musulmane, [...] ni les fidèles, ni les services de l’État n'ont confirmé que des prêches radicaux auraient été prononcés »,,.
Dans son rapport annuel sur la situation et les tendances du terrorisme dans l'UE (TE-SAT) publié en juin 2020, Europol inclut cet attentat dans la section concernant le terrorisme djihadiste.

## Conséquences dans la police
Le 30 octobre, le préfet de police de Paris devant la commission d’enquête de l’Assemblée nationale. Didier Lallement a annoncé que depuis cette attaque :
- sept policiers ont été « désarmés » à la suite de signalements pour radicalisation ;

- il avait demandé « trois suspensions » dont « une » a été mise en œuvre ;

- il y avait 33 nouveaux signalements depuis le drame ce qui porte le total à 63 depuis 2012[77].

Le préfet précise que ce renforcement de la vigilance ne doit pas s'accompagner de « chasse aux sorcières ». Ainsi, une conversion à l'islam dans un service de police normal ne conduit pas à un signalement, et il déclare : « ce n’est pas un signe de déloyauté à l’égard de la République. [...] Ce n’est pas l’idée que je me fais de la laïcité » ». Il ajoute que, en revanche, la question d'un signalement se pose si la conversion à l'islam touche un membre d'un service sensible tel que celui où travaillait Mickaël Harpon.
L'un des 7 policiers, un officier musulman ayant été également désarmé devant ses collègues et suspendu pendant 4 mois, a été ensuite muté de l'anti-terrorisme aux fraudes à la TVA. Pendant l'été 2021, il prend connaissance d'un rapport de l'Inspection générale de la Police nationale l’ayant blanchi de tout soupçon de radicalisation (absence totale, y compris de signaux faibles, d'une possible radicalisation islamiste) et porte alors plainte contre X pour dénonciation calomnieuse et discrimination, n'ayant toujours pas été réintégré au sein de l'anti-terrorisme. En février 2022, le tribunal administratif de Paris lui donne raison, annulant toutes les mesures prises contre lui en 2019.
En ce qui concerne la Direction du Renseignement de la préfecture de police de Paris, là où travaillait Mickaël Harpon, un ancien de la Direction générale de la Sécurité intérieure affirme qu'il est obligatoire que tout le système informatique soit vérifié, au cas où l'informaticien y ait glissé des logiciels espions, par exemple un cheval de Troie.